# Campionati europei di ciclismo su strada 2010 - Cronometro maschile Junior
La cronometro maschile Junior dei Campionati europei di ciclismo su strada 2010 si è svolta il 15 luglio 2010 in Turchia, con arrivo ad Ankara, su un percorso di 25,9 km. La medaglia d'oro è stata vinta dal russo Kirill Yatsevich con il tempo di 32'08" alla media di 48,36 km/h, argento al francese Emilien Viennet e a completare il podio l'ukraino Marlen Zmorka.
Al traguardo 39 ciclisti completarono la gara.

## Classifica (Top 10)
| Pos. | Corridore            | Squadra    | Tempo   |
| ---- | -------------------- | ---------- | ------- |
| 1    | Kirill Yatsevich     | Russia     | 32'08"  |
| 2    | Emilien Viennet      | Francia    | a 4"    |
| 3    | Marlen Zmorka        | Ukraina    | a 35"   |
| 4    | Andrii Orlov         | Ukraina    | a 38"   |
| 5    | Alexander Sulimov    | Russia     | a 41"   |
| 6    | Rafael Reis          | Portogallo | a 45"   |
| 7    | Frederik Frison      | Belgio     | a 1'05" |
| 8    | Stefan Küng          | Svizzera   | a 1'10" |
| 9    | Mario González Salas | Spagna     | a 1'11" |
| 10   | Anthony Haspot       | Francia    | a 1'14" |